# Bornhøved
Bornhøved (dansk) eller Bornhöved (tysk) er en landsby i det nordlige Tyskland, beliggende under Kreis Segeberg i den sydøstlige del af delstaten Slesvig-Holsten, ca. 30 km syd for Kiel. Indtil 1480 blev der holdt holstenske landdage i byen. I dag er Bornhöved administrationsby i Amt Bornhöved.

## Geografi
Bornhöved ligger omkring 20 km øst for Neumünster ved Bornhöveder See. Her krydser motorvejen A21 og Bundesstraße B430. Fra 1911 til 1961 havde Bornhöved jernbanestation ved Kleinbahn Kiel–Segeberg.
Ellers er Bornhøved kendt fra krigshistorien for:
- Slaget ved Bornhøved (1227)
- Slaget ved Bornhøved (1813)